# ギジェルモ・ウリベ・オルギン
ギジェルモ・ウリベ・オルギン（Guillermo Uribe Holguín 1880年3月17日 - 1971年6月26日）は、コロンビアの作曲家、ヴァイオリニスト。同時代のコロンビアにおける最も重要な文化人の1人であった。多作家であった彼の作品ジャンルは多岐にわたっており、彼はコロンビア国立交響楽団（かつての国立音楽院管弦楽団）の設立者でもある。

## 生涯
ウリベ・オルギンはボゴタに生まれた。父はギジェルモ・ウリベ、母はメルセデス・オルギン（Mercédes-）であった。工業学校に通う傍ら、彼は国立音楽アカデミーにおいてヴァイオリンをRicardo Figueroaに、作曲をSantos CifuentesとAugusto Azzaliに師事した。自らの上達度に満足できなかったウリベ・オルギンは、Narciso Garayを探し出して私的な師とした。工学系の学問を修めた彼は1903年にニューヨークを訪れ、初めてプロのオーケストラやオペラを耳にする。この地において彼は民謡の旋律に基づく300の『trozos』に着手し、様々な楽器のために楽曲を書いた。彼は1905年にアカデミーのヴァイオリンと和声学の教授に任用され、同年12月に自作の独唱、合唱と管弦楽のための『Victimae Paschali』を指揮している。
ウリベ・オルギンはコロンビア政府からの奨学金を獲得し、パリで学ぶことになった。1907年、彼はスコラ・カントルムにおいてアルマン・パラン（Armand Parent）にヴァイオリンを、ヴァンサン・ダンディに作曲を師事する。この時の学友にはエリック・サティやホアキン・トゥリーナらがいた。後に、ウリベ・オルギンはブリュッセルにおいてセザール・トムソンとエミール・ショーモン（Émile Chaumont）からもヴァイオリンの指導を受けている。1909年にパリの国民音楽協会において、彼の『ヴァイオリンソナタ第1番』がガブリエル・ヴィヨームのヴァイオリン、リカルド・ビニェスのピアノによって演奏された。パリでの研鑽を反映し、彼が1930年以前に書いた作品にはフランスからの影響が強く表れている。ウリベ・オルギンはパリでピアニストのLucía Gutiérrez（1925年没）と出会っており、2人は1910年に結婚した。彼女はしばしば夫の作品を演奏した。
1910年にコロンビアに帰国したウリベ・オルギンは、新たに設立されたボゴタの国立音楽院の院長に就任した。1932年、フランス政府は彼をレジオンドヌール勲章のシェヴァリエに叙することを決定した。彼は作曲に専念すべく1935年に音楽院の職を退く。1939年には「Medalla Cívica del General Santander」に叙され、1941年には自伝書を出版、1942年に音楽院長の職に復帰すると1947年までこれを務めた。ウリベ・オルギンの絶筆作品となったのは1962年の『Doce canciones』 Op.120である。彼はボゴタに没した。
2005年以降、コロンビアのギタリストであるNilko Andreas Guarinがウリベ・オルギン音楽の復権に力を注いでおり、作品の校訂や世界的な宣伝活動を行っている。Guarinはニューヨークにおいてアンドレス・セゴビアのために書かれながらも演奏されることのなかった『Pequena Suite』 Op.80-1の初演も行った。さらに彼はニューヨークやその他都市において、これまで演奏されたことがなかったウリベ・オルギン作品の録音を進めている。中にはヴァイオリンソナタ、ピアノ三重奏曲、弦楽四重奏曲、歌曲、ギター曲などが含まれている。

## 主要作品

### オペラ、バレエ
- 音楽劇『Furatena』 Op.76、3幕4場の悲劇 （1940年）
- 『Tres ballets criollos』 Op.78

### 声楽曲
- 独唱、合唱と管弦楽のための『Victimae Paschali』
- 複数の独唱、合唱と管弦楽のための『レクイエム』 Op.17 （1925年にこの世を去った彼の妻の想い出に）
- テノールと管弦楽のための『Marcha Triunfal』 Op.18
- テノール、合唱と管弦楽のための『Himno』 Op.42
- バリトンと管弦楽のための『Improperia』 Op.65
- アカペラの児童合唱と複数の独唱者のための『ミサ曲』

### 管弦楽曲
- 13の交響曲 （第2番『Sinfonía del terruño』 Op.15など）
- 交響詩『Bochica』 Op.73
- 『Tres Danzas』
- 『Serenata』
- 『Carnavalesca』
- 『Marche funebre』
- 『Marche de fête』
- 『Suite típica』
- 『Ceremonia Indígena』

### 協奏曲
- 2つのヴァイオリン協奏曲 （Op.64とOp.79）
- ヴィオラ協奏曲 Op.109 （1962年）
- ピアノと管弦楽のための『Concierto a la Manera Antigua』
- ピアノと管弦楽のための『Villanesca』

### 室内楽曲
- 10曲の弦楽四重奏曲
- 2つのピアノ三重奏曲
- ピアノ四重奏曲
- 2つのピアノ五重奏曲 （Op.31とOp.66）
- 7つのヴァイオリンソナタ
- ヴィオラソナタ Op.24 （1924年）
- 2つのチェロソナタ
- フルート、ハープ、ホルンと弦楽四重奏のためのディヴェルティメント Op.89
- ヴァイオリン、ヴィオラとフルートのための『Pequeña suite』（小組曲） Op.96 （1955年）

### ピアノ曲
- 300曲から成る『Trozos en el sentimento popular』 （民族舞踊に基づく[3]）
- 多くのピアノ曲

### ギター曲
- Tres Bosquejos
- 3楽章の組曲『Pequeña Suite』 Op.80-1 （1946年;アンドレス・セゴビアのために作曲[4]）

### 歌曲
- ヴィクトル・ユーゴー、ポール・ヴェルレーヌ、シャルル・ボードレール、アンリ・バルビュス、ポール・フォール（英語版）などの詩に基づく多くの歌曲